# Messinger Hugó
Messinger Hugó (Budapest, 1878. december 17. – ?, 1944. december 15.) magyar építész és építőmester.

## Élete

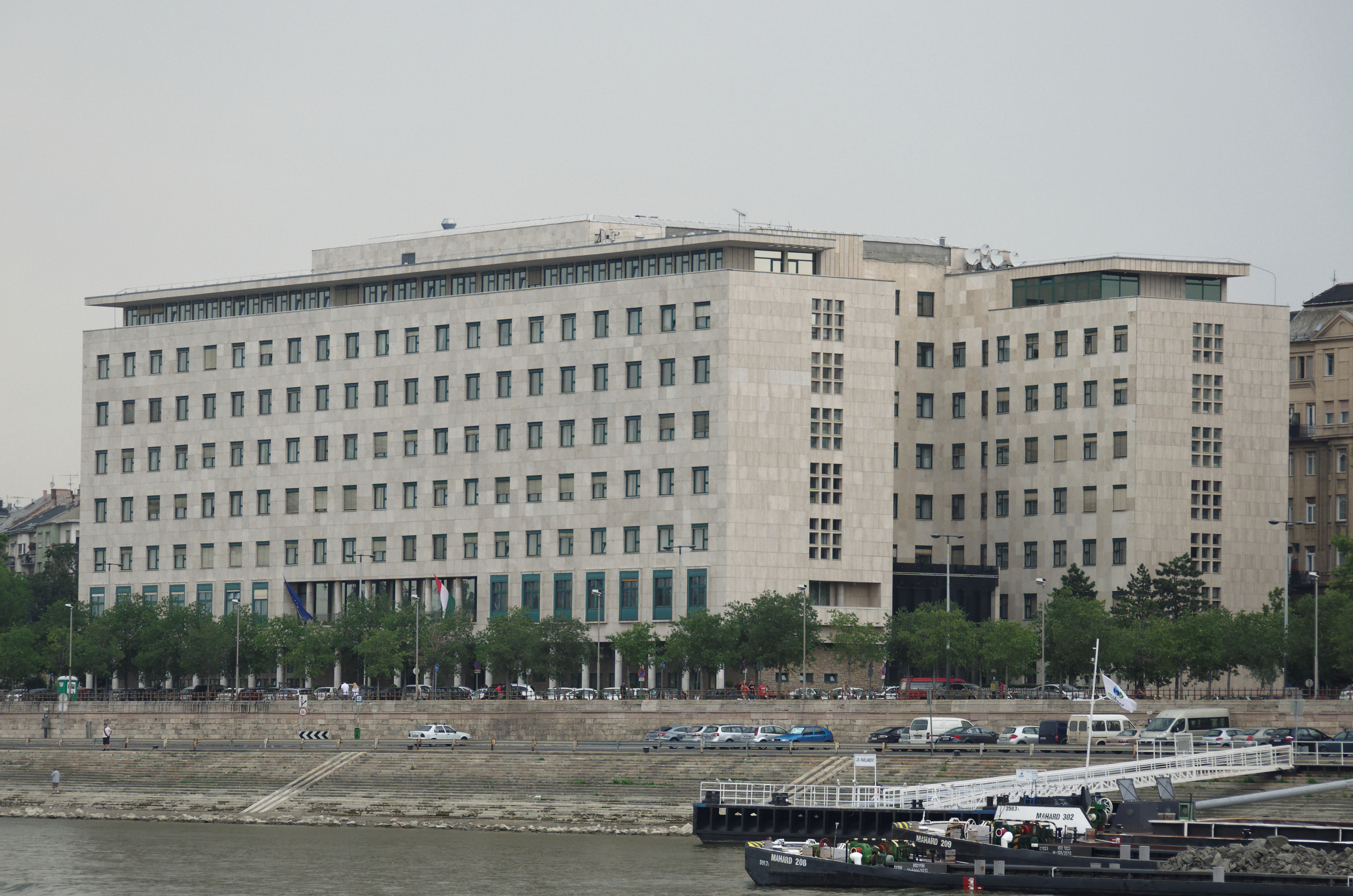
A Palatinus-bérház napjainkban

Messinger Samu posztókereskedő és Jacobovics Rozália fiaként született zsidó családban. Szülei Árva és Szepes vármegyéből települtek át Budapestre.
Középiskolai tanulmányait 1888 és 1896 között a Budapesti V. kerületi Állami Főreáliskolában végezte. A királyi József Műegyetemen folytatott tanulmányokat, ahol 1908-ban oklevelet is szerzett. Ezt követően Budapesten kezdett el dolgozni. Vidor Emil korábbi műépítész 1912-es távozása után ő lett a Palatinus Rt. műépítésze, és ebben az időben nyert iparengedélyt is. Nagy valószínűség szerint az ő munkája volt a társaság utolsó bérháza az első világháború előtt (a többit Vidor tervezte) a mai Széchenyi rakpart 19. számú telken. A második világháború után teljesen átalakított homlokzatú épület napjainkban Képviselői irodaház vagy „Fehér Ház” néven ismert.
Halála helye és ideje ismeretlen. 1965-ben holttá nyilvánították.

## Ismert épületei

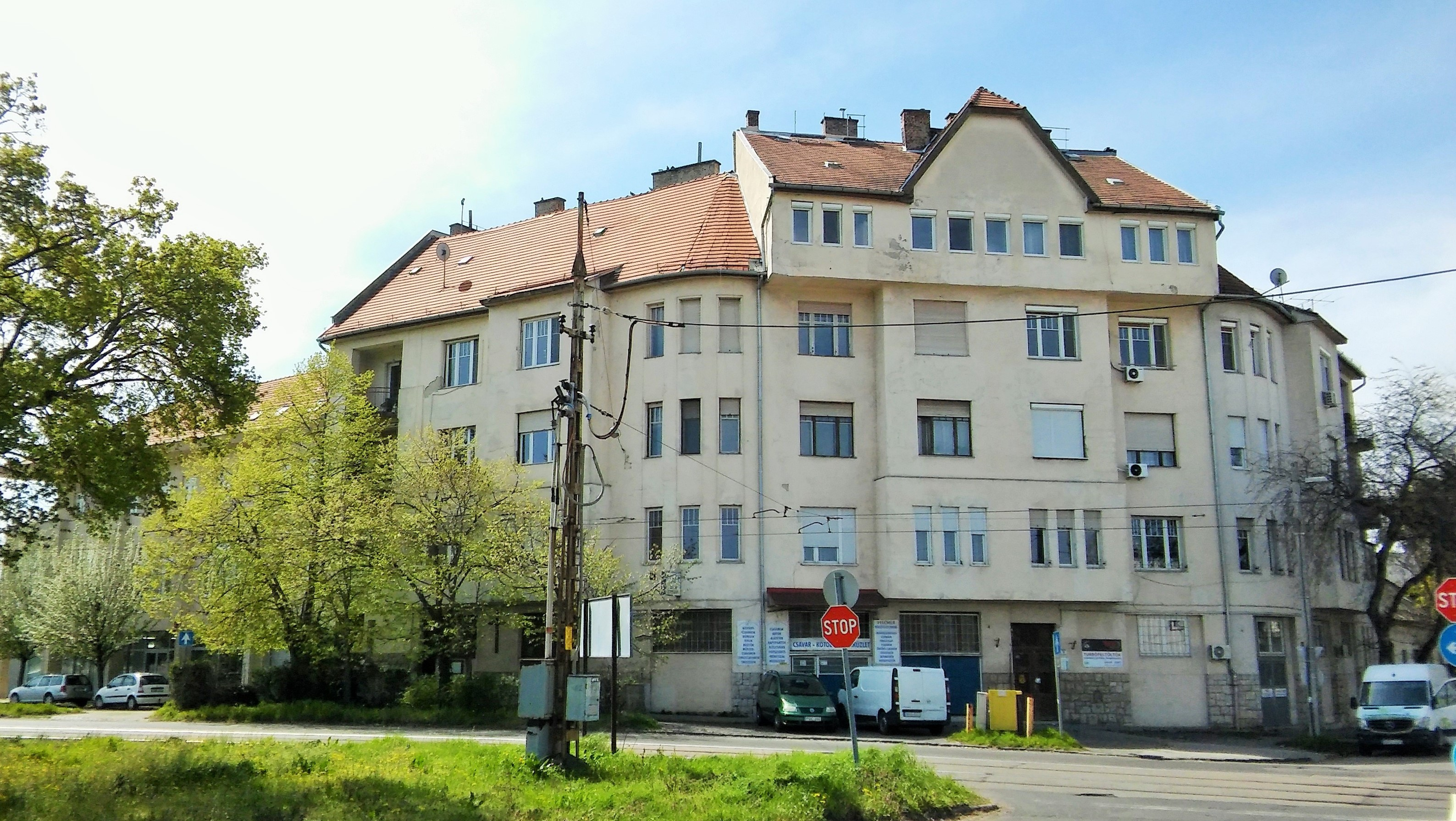
Messinger József háza, Budapest, Hentes u.

- 1911: Messinger József háza, Budapest, Hentes u. 9602. hrsz.[10]
- 1912: épület, Soroksári út 9606. hrsz.[11]
- 1913–1914:[9] bérház (ma: Képviselői irodaház), Budapest, Széchenyi rakpart 19.
- 1913: lakóház, Budapest, Lendvay u. 6.[12]
- 1922: Müller Testvérek gyárépülete, Budapest, Lehel u. 27.[13]
- 1922: Fantus Adolf gyárépülete és lakóház, Lehel-u. 2930. hrsz.[14]
- 1922: emeletráépítés a Budapest, Tigris u. 1347. hrsz. épületre[15]
- 1925: épületráépítés a Budapest, Zugligeti út 1846. hrsz. épületre[16]
- 1926: toldalék a Budapest, Tigris u. 7487. hrsz. épületre[17]
- 1926–1927: bérpalota, Nagyenyed utca 5. (Delmár Bélával közös munka)[18]
- 1927: toldalék a Budapest, Remete út 10846. hrsz. épületre[19]

### Tervben maradt épületeket
- 1910: a Budapest, 1237. hrsz. telek beépítése Palatinus-ház számára, Pozsonyi út. Végül azonban Vidor Emil kapta a megbízást, és nem egy, hanem 5 tömb (összesen 16 bérház) épült fel a 4961 négyszögöl nagyságú telkeken.[20][21]